# Lordhowepetrell
Lordhowepetrell (Pterodroma solandri) är en hotad fågel i familjen liror inom ordningen stormfåglar som nästan enbart häckar på Lord Howeön utanför Australien.

## Utseende
Lordhowepetrell är en medelstor (40 centimeter lång) helmörk petrell. Den är enhetligt mörkt gråbrun, fjälligt vit runt ansiktet och på hakan samt med vita handpennebaser på vingens undersida, likt en labb. Stjärten är relativt lång och kilformad. Könen är olika, där hanen har betydligt längre kulmen på näbben.
Liknande pitcairnpetrellen (P. ultima) har smalare näbb, vitare strupe och tydligare "M"-teckning på vingens ovansida. Kermadecpetrellen (P. neglecta) har vita handpennor på ovansida av vingen, medan nordöpetrellen (P. gouldi) som liknar lordhowepetrellen i ansiktsteckningen är mörkare.

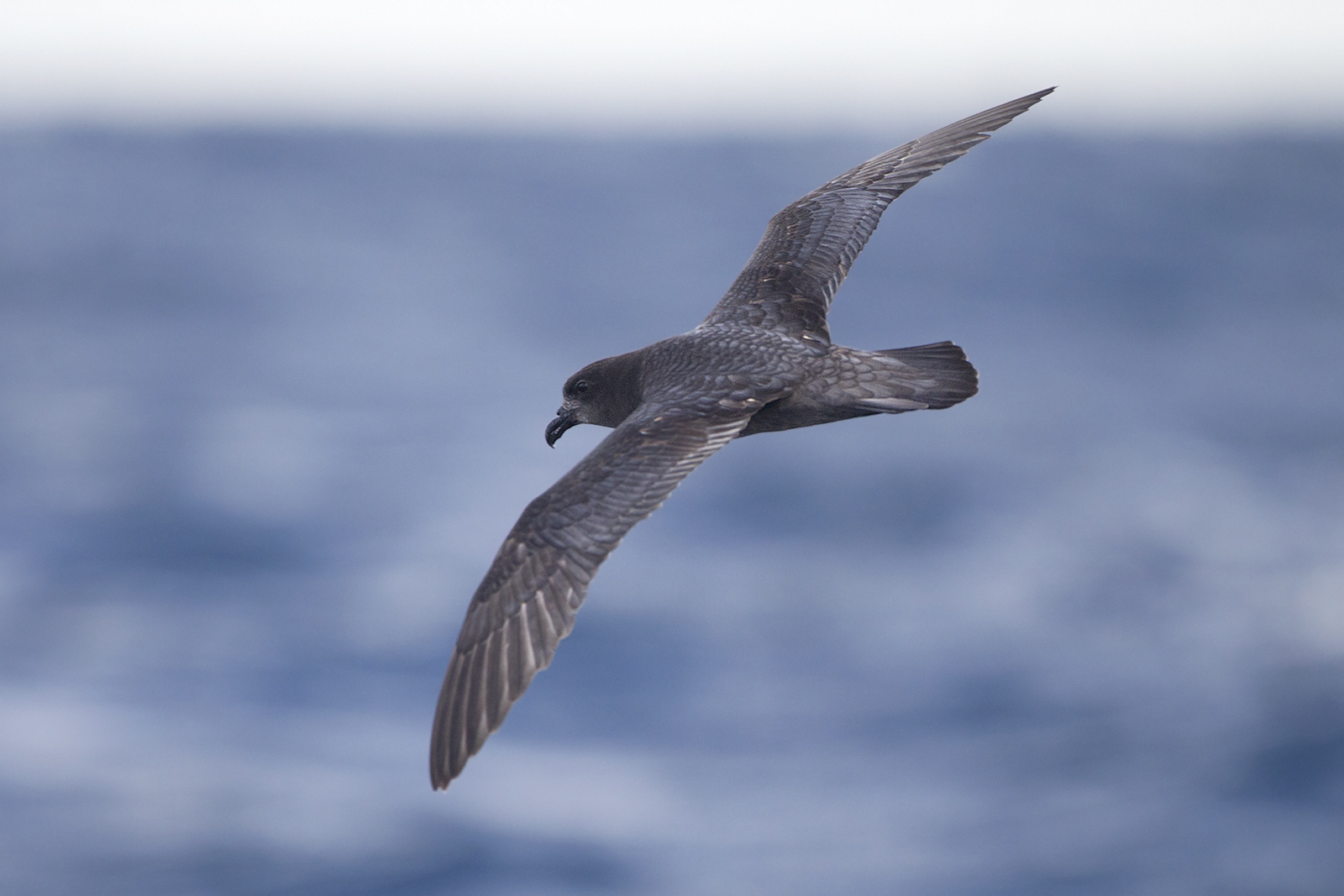

## Utbredning och systematik
Lordhowepetrell häckar på södra halvan av Lord Howeön, 800 km från Australiens fastland, samt på skäret Phillip Island utanför Norfolkön. Tidigare förekom den även på huvudön Norfolk. Efter häckningen sprider den sig över västra Tasmanska havet, vissa vidare mot norr och nordväst i Stilla havet, möjligen så långt norrut som Berings hav. Den behandlas som monotypisk, det vill säga att den inte delas in i några underarter.

## Levnadssätt
Lordhowepetrell häckar i bohålor eller i klippskrevor från havsnivån upp till 900 meters höjd, på Lord Howeön i skog och på Phillipön eroderade klippor. Arten häckar vintertid och anländer till häckningskolonin från mitten av april. Den lägger ett enda ägg från mitten till slutet av maj som kläcks från mitten av juli. Misslyckade häckningar orsakas av översvämning och predation från endemiska lordhowerallen. Adulta fåglar lever i huvudsak av bläckfisk och fisk, i mindre utsträckning kräftdjur, som fångas på högst fem meters djup. Den viktigaste födan verkar vara en fluorescerande fiskart i släktet Electrona. Den följer endast undantagsvis fiskebåtar.

## Status
Lordhowepetrell var historiskt en mycket vanlig art på Norfolkön, men mellan 1790 och 1793 fångades en miljon individer för att ätas. 1796 återstod endast 15 000 och år 1800 var den utdöd. Populationen på Lord Howeön uppskattades till 20.000 häckande par under 1970-talet, men en vidare studie 2002 visade att 32 000 par häckade på ön, där den sannolikt ökat i antal efter att grisar har avlägsnats. Populationen på Phillipön upptäcktes så sent som 1985 och har idag ett uppskattat bestånd på 250 par. Den totala populationen beräknades 2022 bestå av 83 000 vuxna individer. Internationella naturvårdsunionen IUCN kategoriserar arten idag som livskraftig.

## Namn
Fågelns vetenskapliga artnamn hedrar den svenske naturforskaren Daniel Solander (1733-1782), elev till Carl von Linné och medföljande på James Cooks resa 1768-1771. Tidigare kallades den solanderpetrell eller Solanders petrell även på svenska, men tilldelades 2023 ett mer informativt namn av BirdLife Sveriges taxonomikommitté.